# Nurgazy Asangułow
Nurgazy Nurzatowicz Asangułow (ur. 3 stycznia 1996) – kirgiski zapaśnik walczący w stylu klasycznym. Dziewiąty na mistrzostwach świata w 2017. Brązowy medalista mistrzostw Azji w 2017 roku.